# Melanoplus keeleri
Melanoplus keeleri is een rechtvleugelig insect uit de familie veldsprinkhanen (Acrididae). De wetenschappelijke naam van deze soort is voor het eerst geldig gepubliceerd in 1874 door Thomas.